# Накета Рикс
Накета Рикс је либеријско-америчка политичарка, пословна жена и рачуновођа, чланица Представничког дома Колорада из 40. округа. Изабрана у новембру 2020. године, ступила је на дужност 13. јануара 2021. године.

## Рани живот и образовање
Рикс је рођена у Либерији и преселила се у Сједињене Државе са родитељима усред Првог либеријског грађанског рата. Риксин деда по оцу, Џон Хенри Рикс, био је државни представник у Либерији пре рођења Накете Рикс. Њен очух по мајци, генерал Глакрон Гблодел Џексон, био је надзорник округа Боми и убијен је након што је свргнути политичар Чарлс Тејлор покренуо побуну крајем 1989. године која је донела године грађанског рата и четврт милиона смртних случајева.
Одрасла је у Орори, у Колораду, где је завршила средњу школу Орора Сентрал. Стекла је диплому основних студија из рачуноводства на Метрополитанском државном универзитету у Денверу и мастер пословне администрације на Универзитету Колорадо у Денверу.
Њена породица је пронашла пут до држављанства 1986. године, када је тадашњи председник Роналд Реган потписао Закон о реформи и контроли имиграције. Закон је не само пооштрио спровођење закона, већ је и омогућио амнестију неовлашћеним имигрантима који су стигли пре 1982. године. Рикс је постала држављанка САД у раним двадесетим годинама.

## Каријера
Пре него што је ушао у политику, Рикс је радио као рачуновођа и водио је хипотекарни посао. Рикс се 2017. године безуспешно борила за место у Градском већу Ороре, заузевши треће место од пет кандидата. У новембру 2020. године, Рикс је изабрана у Представнички дом Колорада, победивши републиканског кандидата Ричарда Алена Басета. Рикс је први црни имигрант изабран у државни дом Колорада.
Током своје кампање, Рикс је добијала савете од организација New American Leaders и Emerge America, непрофитних организација које регрутују и обучавају кандидаткиње за функције. Након избора, Рикс је постала једна од прва два Американца либеријског порекла изабрана у државно законодавно тело у Сједињеним Државама, заједно са Нејтаном Биахом из Роуд Ајленда.